# Torenia fournieri
Torenia fournieri là một loài thực vật lâu năm trong họ Lữ đằng với hoa màu xanh da trời, trắng hoặc hồng có các mác màu vàng. Nó cao 12-15 inch.

## Hình ảnh

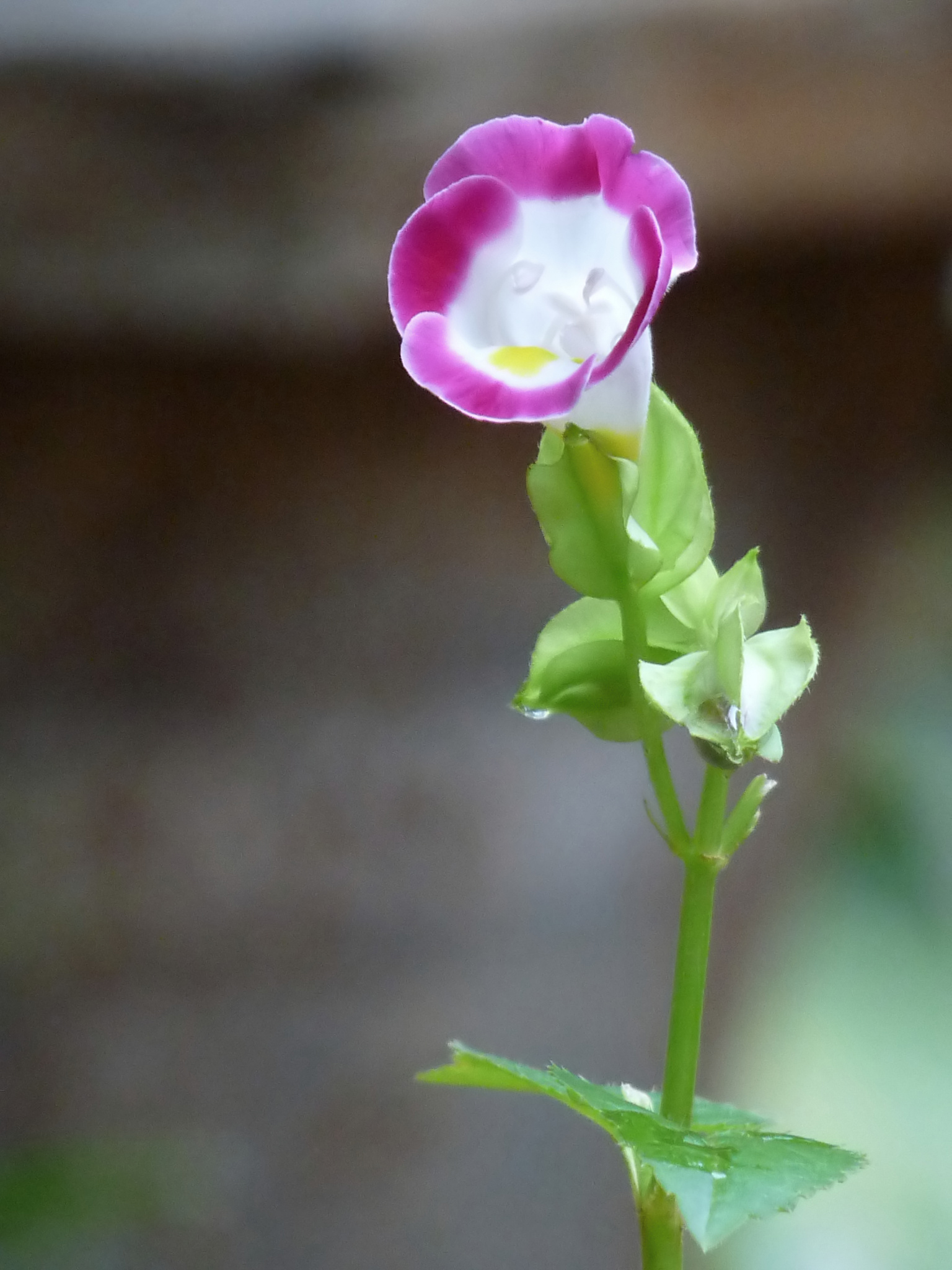
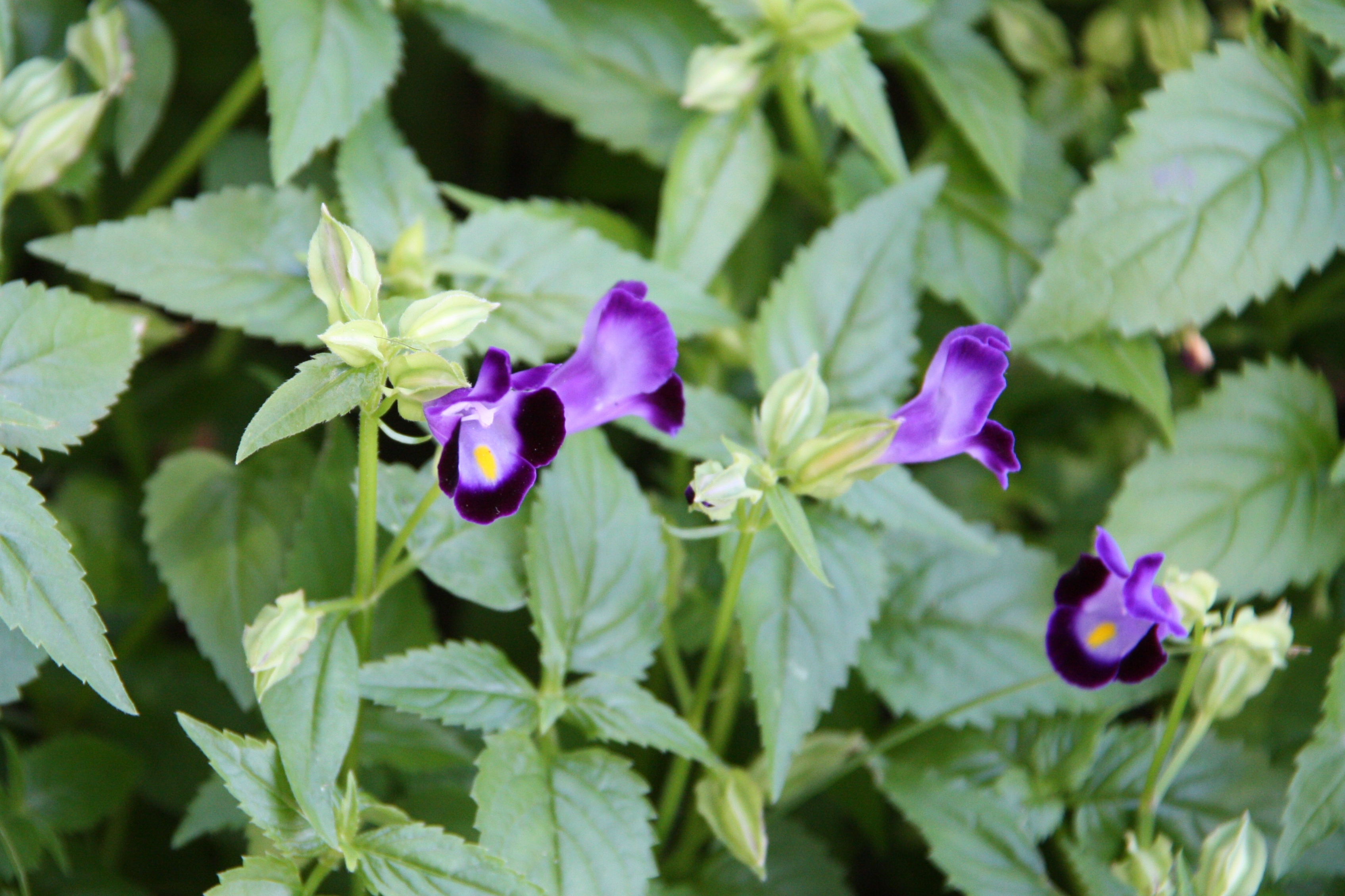
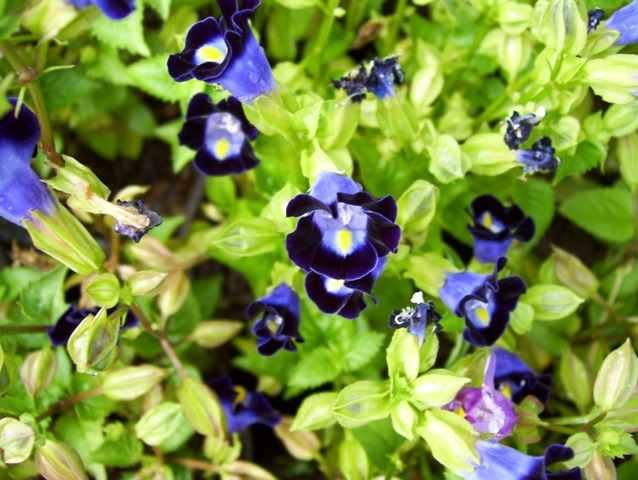
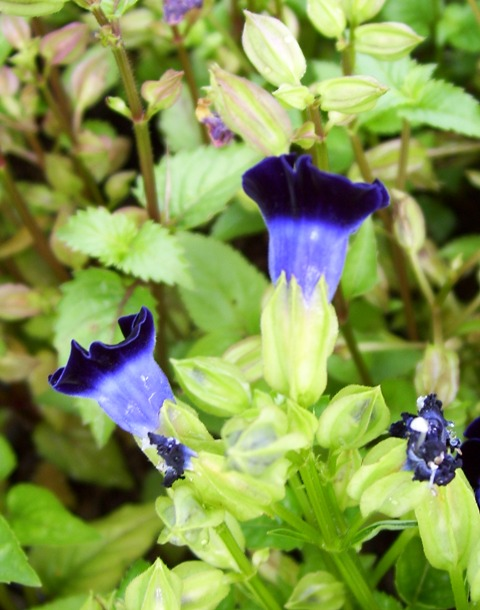